# Karl Robert Langewiesche
Karl Robert Langewiesche, född 18 december 1874, död 12 september 1931, var en tysk bokförläggare.
Langewiesche grundade 1902 en förlagsbokhandel i Düsseldorf. Av hans förlagsartikar märks främst serierna Die blauen Bücher, illustrerade kultur- och konsthistoriska arbeten samt Di Bücher der Rose.